# Nathalie Bouvier
Nathalie Bouvier (Les Rousses, 31 agosto 1969) è un'ex sciatrice alpina francese.

## Biografia
Sciatrice polivalente, Nathalie Bouvier debuttò in campo internazionale in occasione dei Mondiali juniores di Bad Kleinkirchheim 1986; esordì ai Campionati mondiali a Vail 1989 (13ª nella combinata), mentre in Coppa del Mondo ottenne il primo risultato di rilievo il 24 novembre 1989 aggiudicandosi l'unico successo di carriera (nonché unico podio), in slalom gigante sulle nevi di Park City.
Il 26 gennaio 1991 ai Mondiali di Saalbach-Hinterglemm conquistò la medaglia d'argento nella discesa libera, alle spalle dell'austriaca Petra Kronberger per 44 centesimi di secondo, e si classificò 15ª nel supergigante; due anni dopo ai Mondiali di Morioka si classificò 20ª nella discesa libera. Nella sua unica presenza olimpica, Lillehammer 1994, fu 29ª nella discesa libera; prese per l'ultima volta il via in Coppa del Mondo il 4 febbraio 1996 a Val-d'Isère in supergigante, senza completare la prova, e ai successivi Mondiali di Sierra Nevada 1996, suo congedo iridato, si classificò 22ª nella discesa libera e non completò il supergigante. Si congedò dall'attività agonistica il 25 marzo dello stesso anno a Les Menuires con il 10º posto nella discesa libera ottenuto ai Campionati francesi 1996.

## Palmarès

### Mondiali
- 1 medaglia:
  - 1 argento (discesa libera a Saalbach-Hinterglemm 1991)

### Coppa del Mondo
- Miglior piazzamento in classifica generale: 28ª nel 1991 e  nel 1995
- 1 podio:
  - 1 vittoria

#### Coppa del Mondo - vittorie
| Data             | Località  | Paese       | Specialità |
| ---------------- | --------- | ----------- | ---------- |
| 24 novembre 1989 | Park City | Stati Uniti | GS         |

Legenda:

GS = slalom gigante

### South American Cup
- 1 podio (dati dalla stagione 1994-1995):
  - 1 vittoria

#### South American Cup - vittorie
| Data             | Località  | Paese     | Specialità |
| ---------------- | --------- | --------- | ---------- |
| 9 settembre 1994 | Las Leñas | Argentina | SG         |

Legenda:

SG = supergigante

### Campionati francesi
- 2 medaglie (dati parziali fino alla stagione 1994-1995):
  - 1 oro (discesa libera[senza fonte] nel 1989)
  - 1 argento (slalom gigante[2] nel 1987)